# Asialie
 (mars 2016).
Si vous disposez d'ouvrages ou d'articles de référence ou si vous connaissez des sites web de qualité traitant du thème abordé ici, merci de compléter l'article en donnant les références utiles à sa vérifiabilité et en les liant à la section « Notes et références ».
 Mise en garde médicale
L'asialie, (du grec sialon, « salive ») également appelée aptyalisme, est une absence de salive résultant d’une acrinie (absence de sécrétion glandulaire salivaire) ou d’une rétention salivaire liée à un obstacle canalaire, frappant une ou plusieurs, ou la totalité des glandes salivaires.
En cas de simple diminution de la sécrétion de salive, on parle d'hyposialie. L'asialie est souvent définitive si elle est congénitale ou consécutive à une radiothérapie de la face et du cou, ou bien encore lorsqu'elle fait partie du syndrome de Gougerot-Sjögren.
En revanche, lorsqu'elle est liée à la prise de certains médicaments freinant la sécrétion salivaire (belladone, atropine, benzodiazépines et bêtabloquants), l'arrêt de la prise médicamenteuse permet, en règle générale, le retour à une salivation normale. L'asialie peut provoquer des caries dentaires multiples et des infections gingivales. Des bains de bouche et des applications quotidiennes sur les muqueuses de gel de fluor permettent de prévenir les complications. Des visites régulières chez le dentiste sont également conseillées.